# Yudi Tamashiro
Cassio Yudi Muniz Tamashiro, mais conhecido como Yudi Tamashiro (Santos, 4 de agosto de 1992), é um apresentador de televisão, cantor e dançarino brasileiro. Se tornou conhecido em 2005 ao comandar o programa Bom Dia & Cia.

## Carreira

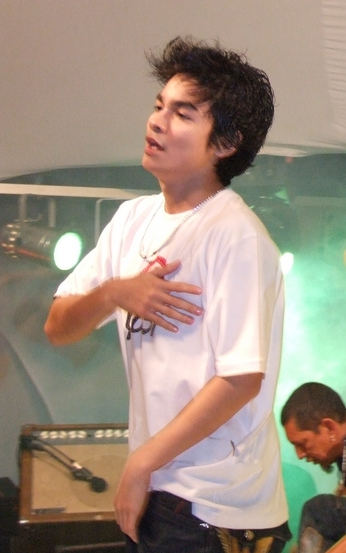
Tamashiro em 2008

Yudi Tamashiro nasceu em 4 de agosto de 1992 em Santos, litoral do estado de São Paulo, mas morou 4 anos de sua infância no Japão, sendo descendente de japoneses. Em 2002 foi descoberto no Programa Raul Gil, no quadro "Show Criança", que naquela época era apresentado na Rede Record, aos 9 anos, permanecendo por dois anos e meio. Em 2005 participou do programa Código Fama, apresentado por Celso Portiolli, no SBT, onde ficou entre os finalistas, chamando a atenção de Silvio Santos, que acabou convidando-o para apresentar o programa Bom Dia & Cia, ao lado de Priscilla Alcantara. Em 2005 ganhou um campeonato de dança estilo hip hop, o Fitness, com o grupo de dança Grupo Break Dance. O álbum denominado Os Pequenos Rebeldes, foi lançado em 2007, pela gravadora EMI, em trabalho conjunto de Yudi com Priscilla Alcântara, onde interpretam músicas do grupo RBD.
Em 2009, fez a abertura do 7º Festival Internacional de Hip Hop, em Curitiba. No mesmo ano foi lançado o álbum Dominar Você, no estilo R&B, rock, pop, sendo que a maioria das músicas são de sua própria autoria. Em 2010, Yudi lançou o videoclipe da música “Na Night”, onde há a participação do apresentador Ratinho. Também ganhou o troféu "Troféu Super Cap de Ouro", que é considerado o "Oscar brasileiro", premiação essa que é dada para as personalidades que se destacaram no ano anterior, nesse caso 2009. Ainda em 2010, Yudi foi um dos ganhadores do "Prêmio Jovem Brasileiro". Chegou a apresentar, Pirâmide Premiada, Carrossel Animado, Sábado Animado e Você É mais Esperto que um Aluno da Quinta Série?. Ao lado de Priscilla Alcântara apresenta o programa Cantando no SBT, que estreou em 3 de janeiro de 2011, com o objetivo de revelar talentos mirins de todo o Brasil. Segundo o diretor Luiz Bento, "A escolha de Priscilla e Yudi foi muito bem acertada, porque eles cantam e dançam maravilhosamente. E também têm um perfil jovem que dialoga com os participantes e telespectadores". 2012 é o ano que Yudi lançou o álbum chamado E Aí, Conectou?, que é em ritmo sertanejo, ao qual possui produção de Orlando Baron, que é o nome responsável por grandes músicos tais como Fernando e Sorocaba, Luan Santana, entre outros. Ainda em 2012, junto com Priscilla Alcântara cantou a música "Carro‐Céu" que era transmitida nas aberturas da telenovela Carrossel do SBT. No início de dezembro, Yudi foi afastado do Bom Dia & Cia, sendo substituído pelo Palhaço Bozo, e informou que não iria mais fazer parte do programa infantil. Porém, foi informado que Yudi poderia retornar ao Bom Dia & Cia em janeiro, ou então, ganhar um novo programa no SBT, o que não se concretizou. Em 2013 também participou de turnês de shows com o elenco de Carrossel cantando a canção "Carro-Céu". Yudi também pretende lançar um DVD, que deve se tornar CD, no ano de 2013 e ele provavelmente irá se afastar do público infantil. Em 2013, Yudi participou da sexta temporada do reality show A Fazenda que é exibido pela Rede Record, na qual acabou ficando em 8.º lugar na competição. Em 2017, Yudi participou da segunda temporada do talent show Dancing Brasil que é exibido pela RecordTV, na qual acabou sendo o vencedor da competição.

## Filmografia

### Televisão
| Ano     | Título                                            | Cargo                  | Notas                               |
| ------- | ------------------------------------------------- | ---------------------- | ----------------------------------- |
| 2002–04 | Programa Raul Gil                                 | Participante           | Quadro: "Show Criança"              |
| 2005    | Código Fama                                       | Participante           |                                     |
| 2005–12 | Bom Dia & Companhia                               | Apresentador           |                                     |
| 2007–11 | Carrossel Animado                                 | Apresentador           |                                     |
| 2007–08 | Domingo Animado                                   | Apresentador           |                                     |
| 2007    | Você É mais Esperto que um Aluno da Quinta Série? | Repórter               |                                     |
| 2008    | Campeonato de Perguntas                           | Apresentador           |                                     |
| 2009    | Pirâmide Premiada                                 | Apresentador           |                                     |
| 2011    | Cantando no SBT                                   | Apresentador           |                                     |
| 2011    | Dia no Parque                                     | Apresentador           |                                     |
| 2011–12 | Sábado Animado                                    | Apresentador           |                                     |
| 2013    | Carrossel                                         | Apresentador           | Participação Especial               |
| 2013    | A Fazenda 6                                       | Participante           | Temporada 6                         |
| 2017    | Falo Memo                                         | Apresentador           |                                     |
| 2017    | Dancing Brasil                                    | Participante (Campeão) | Temporada 2                         |
| 2017–19 | Programa do Yudi                                  | Apresentador           |                                     |
| 2018    | Dra. Darci                                        | Clóvis                 | Episódio: "Sonâmbulo"               |
| 2019    | Hoje Em Dia                                       | Participante (2ºLugar) | Quadro: Bancando o Chef Temporada 2 |
| 2020    | Festival de Prêmios RedeTV!                       | Apresentador           |                                     |
| 2024    | Vira Brasil                                       | Apresentador           |                                     |

### Cinema
| Ano  | Título          | Personagem  |
| ---- | --------------- | ----------- |
| 2025 | Capitão Astúcia | Akira Laser |

## Discografia

### Álbum de estúdio
| Álbum                                          | Detalhes                                                                                    |
| ---------------------------------------------- | ------------------------------------------------------------------------------------------- |
| Os Pequenos Rebeldes (com Priscilla Alcântara) | - Lançamento: 16 de outubro de 2006 - Formatos: CD, download digital - Gravadora: EMI       |
| Dominar Você                                   | - Lançamento: 6 de setembro de 2009 - Formatos: CD, download digital - Gravadora: Universal |
| E Aí, Conectou?                                | - Lançamento: 11 de janeiro de 2012 - Formatos: CD, download digital - Gravadora: Universal |

### Extended plays(EPs)
| Álbum            | Detalhes                                                                                 |
| ---------------- | ---------------------------------------------------------------------------------------- |
| Virado no Jiraya | - Lançamento: 10 de julho de 2014 - Formatos: Download digital - Gravadora: Independente |

### Singles
| Canção                             | Ano  | Álbum            |
| ---------------------------------- | ---- | ---------------- |
| "Dominar Você"                     | 2009 | Dominar Você     |
| "Esquecimento Total" (part. Cabal) | 2009 | Dominar Você     |
| "Na Night" (part. Diamante)        | 2011 | Dominar Você     |
| "Toma, Agora Aprende"              | 2012 | E Aí, Conectou?  |
| "Fala Não Nega"                    | 2012 | E Aí, Conectou?  |
| "Já Era"                           | 2012 | E Aí, Conectou?  |
| "Virado no Jiraya"                 | 2013 | Virado no Jiraya |
| "Swag" (part. Diamante e Mael)     | 2013 | Virado no Jiraya |
| "Cancela"                          | 2020 |                  |

## Turnês
- 2009–2010: Turnê Dominar Você
- 2011: Turnê Nordeste
- 2013: Participações em Turnês com elenco de Carrossel

## Vida pessoal
A partir de 2017, Yudi Tamashiro passou a revelar que houve um período de sua vida que apresentava o programa Bom Dia & Cia, do SBT, bêbado. Após dez anos apresentando o programa infantil, Yudi conta que juntou um bom dinheiro, mas gastou tudo também com festas e bebidas. O apresentador relata que a vida mudou depois que se tornou cristão protestante e conheceu a Igreja Bola de Neve, congregação localizada em São Paulo, Alphaville, onde foi batizado em 2017.
Yudi se casou no dia 12 de abril de 2022 com a cantora Mila, conhecida pelo hit "Tudo Ok". Os dois já haviam namorado durante a adolescência e retomaram a relação em agosto de 2021, ficando noivos em outubro do mesmo ano. A cerimônia evangélica ocorreu na área externa da casa de ambos em São Paulo, Alphaville. Em 19 de maio de 2025, nasce seu primeiro filho com Mila, batizado de Davi Yudi. 